# Uryū
Uryū (japanska: 雨竜町?, Uryū-chō) är en landskommun (köping) i Hokkaido prefektur i Japan. 